# اینتکس تکنولوژی
اینتکس تکنولوژی (انگلیسی: Intex Technologies) شرکت الکترونیک هندی است، که در سال ۱۹۹۶ تأسیس شد.